# 小野新二
小野 新二（おの しんじ、1952年 - 1995年）は、日本の漫画家。本名：吉村 竜正（よしむら たつまさ）。

## 概要
1971年、あだち勉のアシスタントとなり、後にあだち勉の実弟であるあだち充のチーフアシスタントを務める。アシの後輩には服部かずみがいた。あだち勉の兄弟弟子のような関係だったありま猛の『あだち勉物語 〜あだち充を漫画家にした男〜』にもたびたび登場するほか、あだち勉の『実録あだち充物語』でも1話を割いて紹介されている。
1978年、少年マガジン新人漫画賞で『まぶしい夏がとおりすぎる』が佳作となり、『純のスマッシュ』で『週刊少年マガジン』連載デビュー。当時、ベテラン作家が多かった同誌に活気をもたらしたことから、同時期に連載デビューした小林まこと、大和田夏希と3人合わせて「新人3バカトリオ」と呼ばれていた。
初期は青春ものやスポーツものを描いていたが、石井いさみやあだち充の系譜である端正な絵柄を買われ、梶原一騎の原作で『初恋物語』を連載。更にその絵柄でラブコメやエロコメが描けることから、史村翔と組んで『ヤングマガジン』で連載した『OH!タカラヅカ』がヒットし、人気作家となる。しかし、過酷な創作活動と長年の深酒で肝臓を侵され、1995年に他界。彼の死の経緯は、少年マガジン新人漫画賞の同期デビューで親友だった小林まことの『青春少年マガジン1978〜1983』に描かれている。

## 作品リスト
- 純のスマッシュ（週刊少年マガジン）全4巻
- ノックアウト野球部（原作：小笠原十余志、月刊少年マガジン）全2巻
- 初恋物語（原作：梶原一騎、週刊少年マガジン）全8巻
- ア・ゲイン（原作：相沢かおる、週刊少年マガジン）読み切り
- そして、ワンステップ!（週刊少年マガジン）読み切り
- 気分はいかが（週刊少年マガジン）読み切り
- ひとすじに一筋（週刊少年マガジン）読み切り
- 桃色学園（月刊少年マガジン）全4巻
- OH!タカラヅカ（原作：史村翔、ヤングマガジン）後に美保純+岡本かおり主演でにっかつロマンポルノ映画化。全8巻
- ぼく玉三郎（月刊少年マガジン）全1巻
- かんべん（シナリオ：武田正敏、リイドコミック）遺作。全6巻
- ジローにぞっこん（漫画アクション）
- ア・ゲイン（東京三世社）『ア・ゲイン』『そしてワンステップ』『気分はいかが』『ひとすじに一筋』を収録した短編集
- バージンボーイ（東京三世社）
- 純情メリット5（原作：牛次郎、スコラ）

## 師匠
- あだち勉
- あだち充